# Ptychosperma hartmannii
Ptychosperma hartmannii är en enhjärtbladig växtart som beskrevs av Odoardo Beccari. Ptychosperma hartmannii ingår i släktet Ptychosperma och familjen Arecaceae. Inga underarter finns listade i Catalogue of Life.